# Hollie Daniels
Hollie Daniels (1983) és una supervivent del tràfic sexual i advocada de víctimes de violència domèstica de Columbus, Ohio, EUA.
La seva mare la va vendre per primera vegada als 15 anys i va ser esclavitzada mitjançant el consum de drogues durant 17 anys. Amb l'ajut d'un innovador programa judicial anomenat CATCH Court, que detecta criminals que en realitat són víctimes, va poder sortir-se'n el 2015. La majoria de les dones que són víctimes de tràfic sexual als Estats Units es marquen amb tatuatges o cicatrius i des de llavors ha anat transformant els tatuatges del seu propi cos per reafirmar el control sobre la seva vida.
Quan va sortir de la presó, es va implicar en una organització sense ànim de lucre anomenada Reaching For the Shining Starz, que ajuda a possibles víctimes del tràfic sexual. Aviat va arribar a ser-ne directora executiva. En la primera sortida com a voluntària va trobar la seva germana petita Rosie, que havia seguit una trajectòria semblant a la seva. Va continuar visitant-la cada setmana al llarg d'un any, fins que va aconseguir que també deixés enrere la vida al carrer.
Va obtenir una beca per estudiar Comunicació a Ohio State i treballa com a defensora legal de les víctimes de violència domèstica en un tribunal de Columbus.